# Овата (река)
Овата (в низовье Буран-Гол; (калм. Овата — пограничная) — пересыхающая река в Целинном и Кетченеровском районах Калмыкии в России. 
Протекает в глубокой балке меж отрогами Ергенинской возвышенности, вбирая в себя водотоки прилегающих балок. Река теряется на Прикаспийской низменности близ посёлка Шатта.
Длина водотока 60 км. Водосборная площадь 342 км².
Код объекта: 07040000112108200000378.